# K/I
K/I står for Kurs/Indre Værdi, og er et finansielt nøgletal, der bruges til at vurdere en virksomhed, typisk et aktieselskab. Den indre værdi af en aktie er selskabets egenkapital (EK) divideret med antallet af aktier i omløb, mens kursen K er den aktuelle markedspris for en aktie.

## Betydning i aktieinvestering
Hvis K/I = 1, betaler man 1 krone for 1 krones bogførte værdier i selskabet. 
Forholdet skeler ikke til estimater af fremtidig eller historisk indtjening (se P/E) og er derfor mere 
relevant i forhold til en vurdering af et selskab nuværende finansielle styrke i forhold til markedsprisen.
En lav K/I er alt andet lige godt, da man kan købe mere bogført værdi, end man betaler for. Men der er som 
regel en grund til, at markedet prissætter en aktie lavt på trods af bogført værdi, og derfor har selskaber 
med K/I under 1 ofte negativ indtjening. Omvendt kan en høj K/I være udtryk for, at der er såkaldte skjulte aktiver i selskabet.
Selskaber med estimeret positiv fremtidig indtjening, lav P/E(forward) og K/I under 1 betragtes som billige,
men der kan være selskabsspecifikke forhold som f.eks. ulykker, høj gæld eller anden usikkerhed, der er
skyld i en attraktiv prissætning, og derfor kan hverken K/I eller P/E stå alene i en værdisættelse af en aktie.

## Forbindelse til P/E og ROE
K/I er relateret til to andre finansielle nøgletal P/E og egenkapitalafkast (ROE) via formlen
K/I = ROE x P/E.